# Helgolandi-öböl

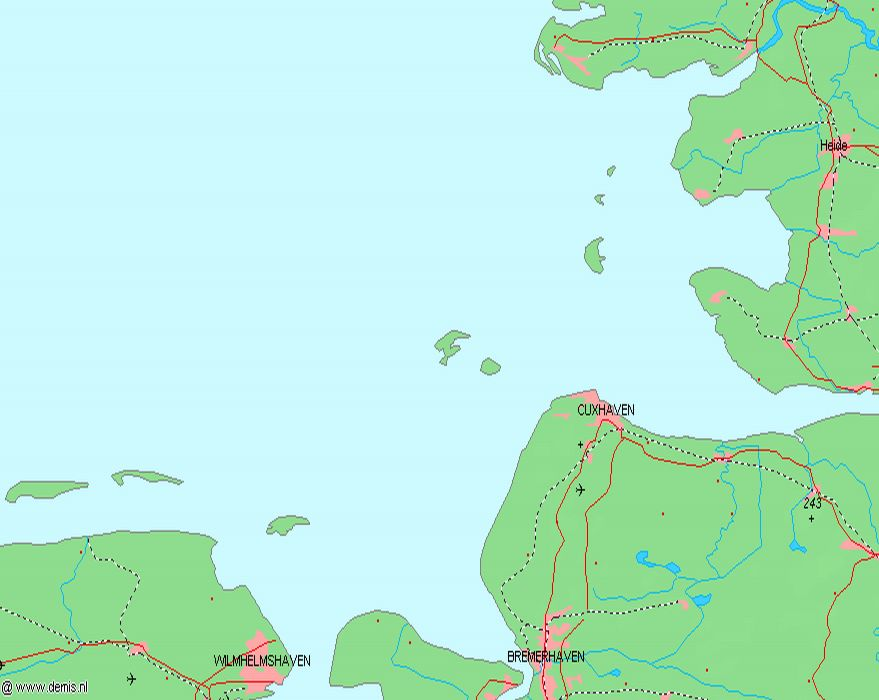
az öböl Helgoland szigete nélkül

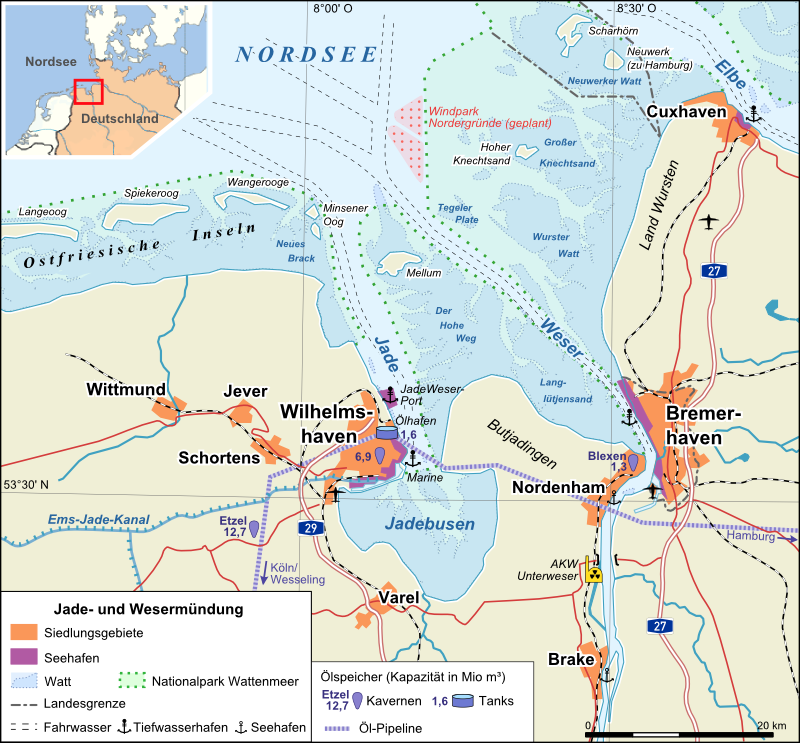
az öböl déli része a forgalmas vízi utakkal és homokpadokkal

A Helgolandi-öböl (németül: Helgoländer Bucht) az Északi-tenger egyik öble Németország északnyugati partjainál. A Német-öböl délkeleti részén lévő öböl legnagyobb mélysége 56 méter. Hozzá tartozik a német Watt-tenger nagy része is a homokpadjaival és szigeteivel.

## Geográfiai fekvése és határai
Az öböl Helgoland szigetétől keletre, délkeletre és délre terül el, így a mellette lévő kisebb Düne szigettel képezik az északnyugati határát.
Északi határa Helgoland és a schleswigi Dithmarschen régió között húzódik. Az itteni észak-fríz Eiderstedt-félszigettől déli irányba egészen az Elba torkolatáig, pontosabban a Kieli-csatorna nyugati végpontjánál lévő Brunsbüttelig tart. A keleti határának partközeli vizeinél húzódik a Schleswig-Holsteini Watt-vidék Nemzeti Park (Nationalpark Schleswig-Holsteinisches Wattenmeer) déli része a Meldorfi-öböltől nyugatra fekvő Trischen szigetével és a Tertius homokpaddal, tőlük északra pedig az Eiderstedt-félsziget előtt fekvő Blauort homoksziget található.
Az Elba torkolatának két oldala képezi az öböl délkeleti részét, nyugati irányban Cuxhavenig Alsó-Szászország partjai mentén. Az itt délnek forduló partvonalat két nemzeti park is érinti: az Alsó-Szászországi Watt-vidék Nemzeti Park (Nationalpark Niedersächsisches Wattenmeer) és a Hamburgi Watt-vidék Nemzeti Park (Nationalpark Hamburgisches Wattenmeer). Utóbbi vizein található nemzeti parkban illetve watt-vidéken található Neuwerk szigete és a két szomszédos szigete, Scharhörn és Nigehörn. A Wursten-vidéknek (Land Wursten) nevezett tájegység partvonala továbbhaladva délnek a Weser torkolatában lévő Bremerhavenig tart. Az Elba és a Weser torkolata között található a Hoher Knechtsand homokpad.
A Weser torkolatától nyugatra eső partszakasz az öböl déli határa. Bremerhaven és Wilhelmshaven között található a Butjadingen-félsziget és a Külső-Jadéval, mely a Jade által táplált Jade-öbölből vezet északnak jelentős vízi utat (Jadefahrwasser) képezve. E partszakasz előtti tengerrész a benne található Mellum szigettel az Alsó-Szászországi Watt-vidék Nemzeti Parkhoz tartozik.
A Külső-Jade két oldala illetve ettől nyugatra egy kis szakaszon északnak futó Jeverland Schillighörn-fokig tartó partja az öböl déli részéhez tartozik. Ezt követően nyugatnak fordul a partvonal már Kelet-Frízföldhöz (Ostfriesland) tartozik. A part előtt azzal párhuzamosan húzódnak nyugati irányba a Keleti-Fríz-szigetek, melyeknek két legkeletibb tagja, a Minsener Oog és Wangerooge még az öbölben találhatók. Az e partszakaszhoz tartozó vizek szintén az Alsó-Szászországi Watt-vidék Nemzeti Parkhoz tartoznak. Az öböl nyugati határa Wangerooge és Helgoland szigetei között húzódik.
A Helgolandtól délnyugatra található Helgolandi-medence az öböl legmélyebb része, melynek legmélyebb pontja 56 m mélyen van.

## Hajózás
A Helgolandi-öblön kelet-nyugati irányban vezet a föld egyik legforgalmasabb hajózási útvonala, mely Hamburgból illetve az Elba torkolatából Cuxhaven és Neuwerk előtt elhaladva a Doveri-szorosig, majd onnan a La Manche-on át az Atlanti-óceánra vezet ki.

## Védett területek
A Helgolandi-öbölben számos védett terület található. Tájvédelmi területei a Helgolandi sziklatalapzat, a Rote Sand és a Keleti-fríz-szigetek tengerpartja. Nemzeti parkjai közé tartoznak a Schleswig-Holsteini Watt-vidék NP keleten, a Hamburgi Watt-vidék NP délkeleten és az Alsó-Szászországi Watt-vidék NP délkeleten és délen.

## Fordítás
- Ez a szócikk részben vagy egészben  a   Helgoländer Bucht című német Wikipédia-szócikk ezen változatának fordításán alapul.  Az eredeti cikk szerkesztőit annak laptörténete sorolja fel. Ez a jelzés csupán a megfogalmazás eredetét és a szerzői jogokat jelzi, nem szolgál a cikkben szereplő információk forrásmegjelöléseként.